# Camp de Hamburg-Bullenhuser Damm

Le camp de Hambourg-Bullenhuser Damm est une unité de travail forcé dépendant du camp de concentration de Neuengamme, logée dans une ancienne école et mise à la disposition de l’entreprise Deutsche Erd- und Steinwerke GmbH, appartenant à la SS, pour des travaux de reconstruction dans le quartier sinistré de Hambourg-Rothenburgsort. Le site est tristement célèbre pour avoir été le théâtre, après l'évacuation du kommando et à quelques heures d'intervalle, de deux massacres : celui de vingt enfants juifs précédemment soumis à des expérimentations médicales et celui de vingt-quatre prisonniers russes.

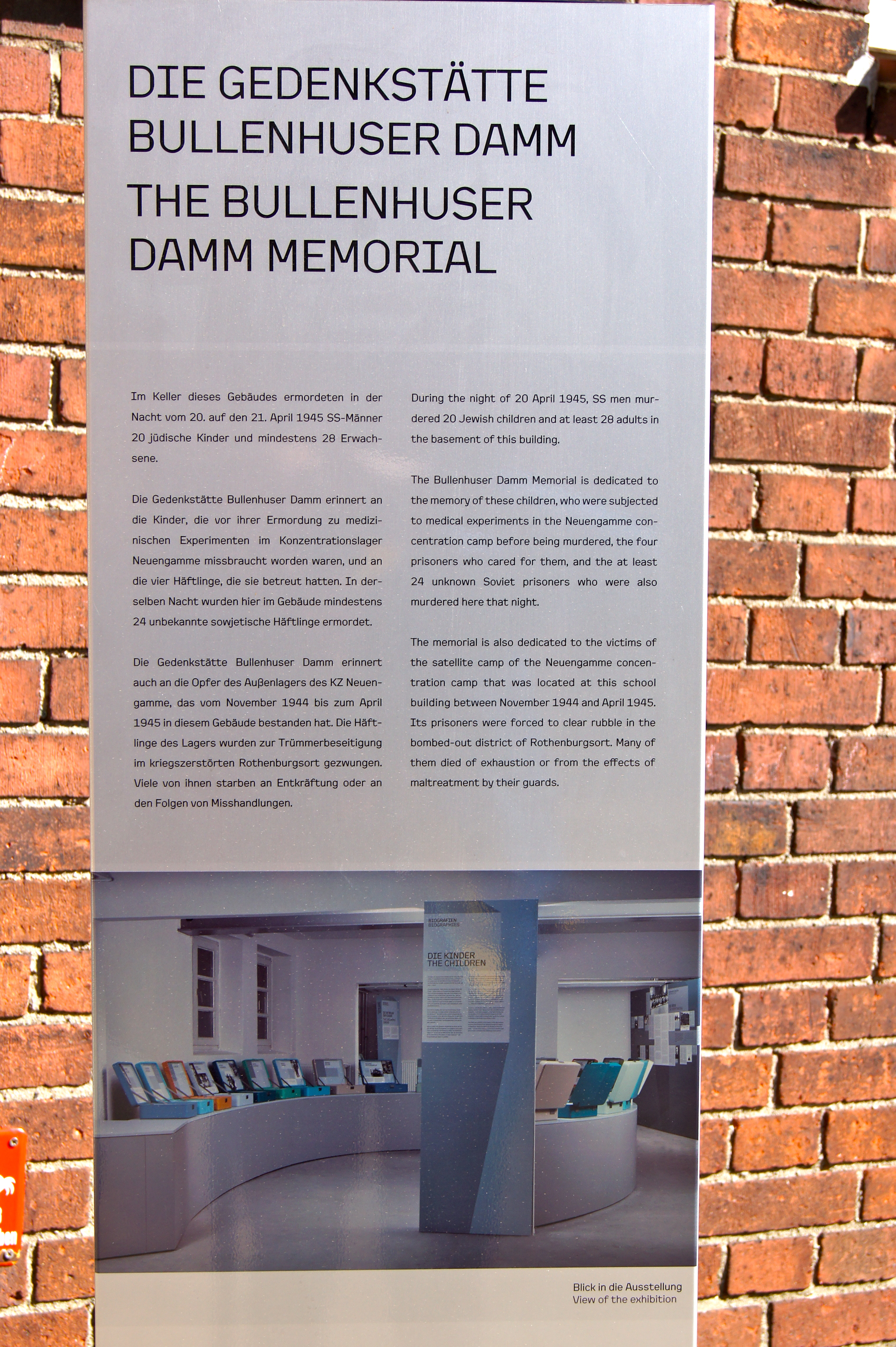
Panneau d'information rappelant le Kommando et les massacres à l'entrée de l'école du Bullenhuser Damm.

## Contexte
À partir de 1942, le cours de la guerre oblige l’Allemagne nazie à enrôler de nouvelles classes de conscrits qui laissent un vide dans les chaînes de production. Pour compenser ces pertes, les autorités mobilisent d’abord la population féminine, puis des travailleurs forcés étrangers, et finalement la population concentrationnaire. Moyennant finances, la SS organise la mise à disposition des déporté(e)s, soit en installant des entreprises à l'intérieur des camps de concentration, soit en détachant des unités de travail forcé dans des ateliers ou sur des chantiers (Kommandos extérieurs) . Sur la durée de la guerre, Neuengamme administre ainsi dans toute l'Allemagne et jusque dans les îles anglo-normandes, près de 90 kommandos extérieurs (60 masculins et 24 féminins) qui restent rattachés à leur camp d'origine. La gestion de la main-d'œuvre concentrationnaire donne lieu à d'incessants transferts de détenu(e)s qui empêchent parfois de reconstituer un état des lieux précis des effectifs et des pertes.

## Création
En novembre 1944, la SS installe, pour l’entreprise de terrassement Deutsche Erd- und Steinwerke GmbH, un kommando extérieur dans l’école de Bullenhuser Damm, mise à sa disposition par la ville de Hambourg, dans le quartier sinistré de Rothenburgsort,.

## Travail forcé
Fin novembre 1944, un premier contingent de déportés, pour la plupart originaires de Pologne et d’Union soviétique, doit transformer l’école en camp de travail,.
Les détenus doivent ensuite exécuter des travaux de construction, en recyclant les décombres des quartiers bombardés par les alliés, afin d’en tirer des plaques de béton et des pierres,.
L’entreprise a demandé à la SS de lui fournir un millier de travailleurs. En mars 1945, un rapport médical fait état de 592 hommes,.
Le camp est placé sous la responsabilité du SS Oberscharführer Ewald Jauch,.

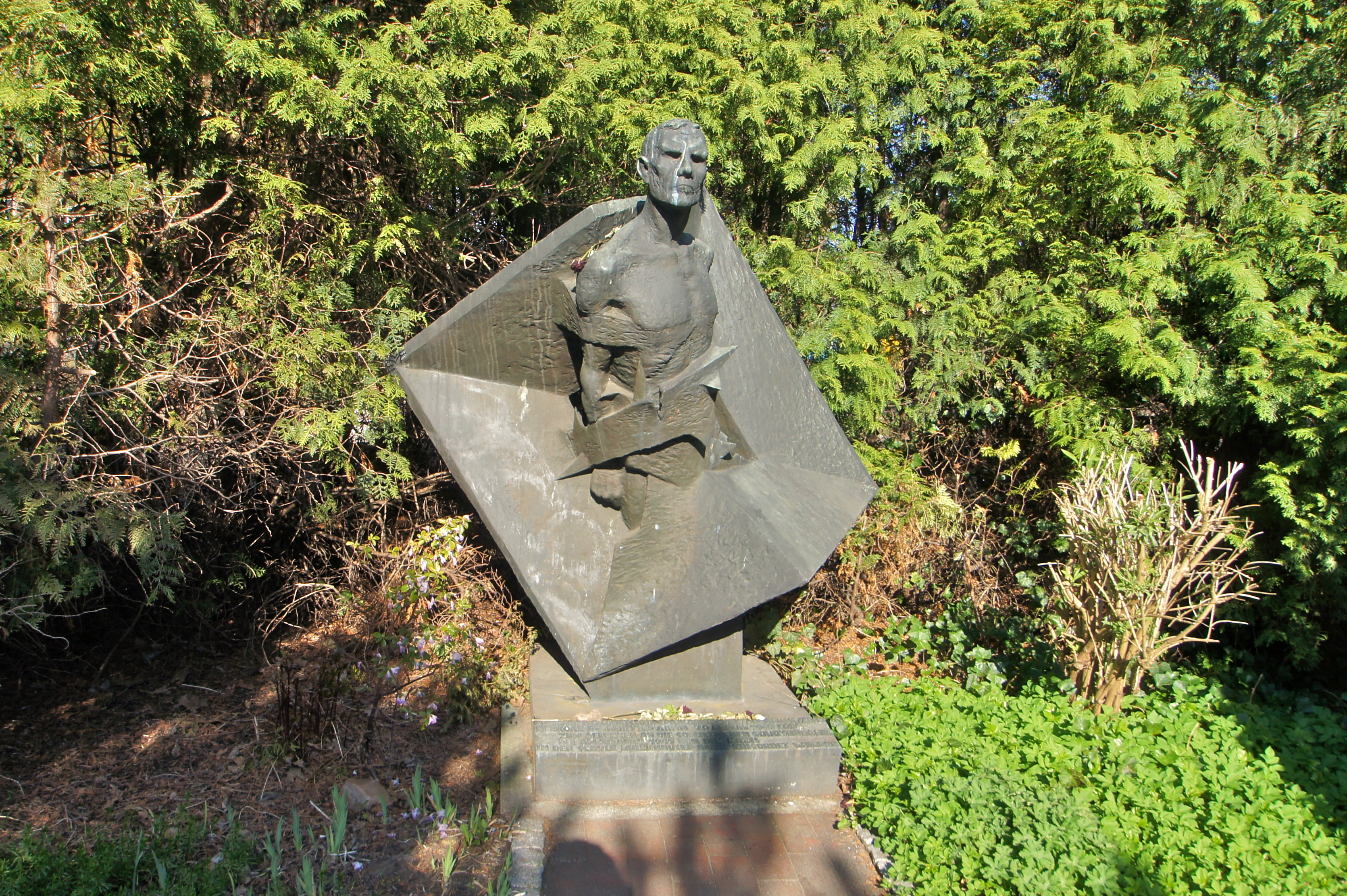
Monument à la mémoire des prisonniers soviétiques assassinés dans l'école de Bullenhuser Damm.

## Évacuation
Entre le 9 et le 11 avril 1945, la SS évacue le camp et transfère les déportés au camp de Sandbostel,.

## Massacre

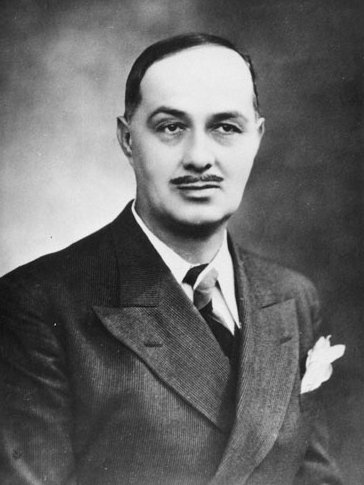
René Quenouille, médecin et résistant français. Déporté à Neuengamme, il est pendu à Bullenhuser Damm après le massacre des enfants.

Dans la nuit du 20 au 21 avril 1945, l’école de Bullenhuser Damm, évacuée dix jours auparavant, est le théâtre d’un massacre. Vingt enfants juifs sur lesquels Kurt Heißmeyer, un médecin SS de Neuengamme, a effectué des expériences médicales, sont pendus dans la cave de l’école. Quatre détenus faisant fonction d'infirmiers, deux néerlandais et deux français, qui s’étaient occupés des enfants, sont pendus avec eux. Quelques heures plus tard, 24 prisonniers soviétiques du camp de Spaldingstrasse sont amenés sur le site et exécutés,,,

## Mémorial
La ville de Hambourg fait poser, en 1963, une plaque commémorative à l’entrée du bâtiment scolaire. En 1980, l’école est rebaptisée du nom de Janusz Korczak. Depuis 1987, une vaste fresque intitulée 21 avril 1945, 5 heures du matin, œuvre du peintre brêmois Jürgen Waller représente la cave de l’école au matin qui suivit l’assassinat des enfants. En 1985, une roseraie mémorielle conçue par l’artiste hambourgeoise Lili Fischer, est inaugurée. En 1995, près de l’entrée, les autorités soviétiques ont fait installer une sculpture en bronze de l’artiste Anatoli Mosjitschulk, à la mémoire des prisonniers soviétiques assassinés,.